# ルネ・メッサンジョー
ルネ・メッサンジョー (René Mesangeau (Mésangeau, Mesangio, Mésengeot, Mesengé, Meziniot, Meschanson, Mesangior) 1568年(?)－1638年1月）はフランスの作曲家、リュート奏者。17世紀最高のリュート奏者の一人とされる。
メッサンジョーは、1619年にはフランスに定住し、スピネット製作家のジャン・ジャケの娘と結婚した。1621年にルイ13世により宮廷音楽家に指名された。ドイツおよびイギリスを訪れたことが知られている。
メッサンジョーの作品は、編曲を含めて約50が知られており、1630年以降のリュート音楽の発展の礎を築いた。メッサンジョーは、スティル・ブリゼにおいて重要な役割を果たしたニ短調調弦を開発した人物のひとりである。マラン・メルセンヌの「普遍的ハーモニー」Harmonie Universelleの中にメッサンジョーの名が見られる。
弟子であったエヌモン・ゴーティエは、メッサンジョーのためにトンボーを作曲している。